# Letiště Haneda
Mezinárodní letiště Tokio (japonsky 東京国際空港 - Tókjó Kokusai Kúkó, IATA: HND, ICAO: RJTT), známé i jako Letiště (Tokio-)Haneda, je mezinárodní letiště ležící v metropolitní oblasti Velké Tokio v Japonsku. Nachází se 14 km jižně od stanice Tokio.
Letiště leží na poloostrově v Tokijském zálivu, přičemž jihozápadní okraj je břehem řeky Tamy do zálivu ústící.